# Географія Замбії
Замбія — південноафриканська країна, що лежить в глибині континенту і знаходиться в оточенні інших країн і не має виходу до вод Світового океану . Загальна площа країни 752 618 км² (39-те місце у світі), з яких на суходіл припадає 743 398 км², а на поверхню внутрішніх вод — 9 220 км². Площа країни на ⅓ більша за площу території України. 

## Назва
Офіційна назва — Республіка Замбія, Замбія (англ. Republic Zambia, Zambia). Назва країни походить від назви річки Замбезі, назва якої мовою народу тонга означає Велика ріка. У 1911–1963 роках країна називалась Північною Родезією, на відміну від Південної (сучасне Зімбабве), на честь британського південноафриканського колоніального діяча Сесіла Джона Родса (1853—1902), що зіграв вирішальну роль у творенні цієї держави.

## Географічне положення
Замбія — південноафриканська країна, що межує з вісьмома іншими країнами: на півночі — з ДР Конго (спільний кордон — 2332 км) і Танзанією (353 км), на сході — з Малаві (847 км) і Мозамбіком (439 км), на півдні — із Зімбабве (763 км), Ботсваною (0,15 км) і Намібією (244 км), на заході — з Анголою (1065 км). Загальна довжина державного кордону — 6043,15 км. Країна не має виходу до вод Світового океану.

Карта Замбії від ООН (англ.)Карта Замбії від ООН (англ.)
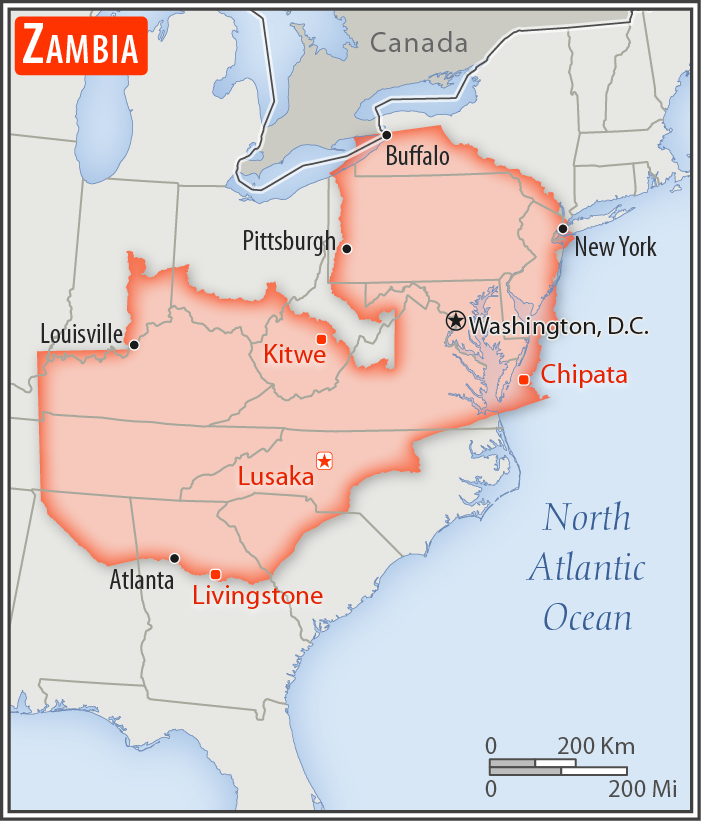
Порівняння розмірів території Замбії та США
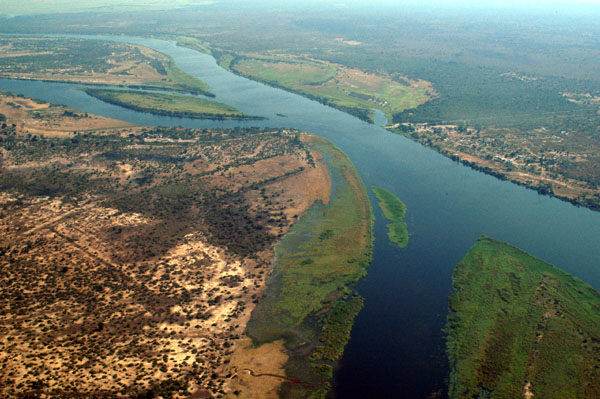
Кордони чотирьох держав на Замбезі

### Час
Час у Замбії: UTC+2 (той самий час, що й у Києві).

## Геологія

### Корисні копалини
Надра Замбії багаті на ряд корисних копалин: мідь, кобальт, цинк, свинець, кам'яне вугілля, смарагди, золото, срібло, уранові руди.

## Рельєф
Середні висоти — 1138 м; найнижча точка — уріз води річки Замбезі (329 м); найвища точка — безіменна висота у горах Мафінга (2301 м); за іншими даними — гора Намітова (2164 м) — розташована на плато Ньїка, поблизу кордону з Малаві.. Більшу частину тер. Замбії займає хвилясте плоскогір'я з висотами 1000—1350 м. На північному сході країни вздовж західного краю Центрально-Африканського ґрабена розташовані горстові гори — Мучинга (1893 м), на півночі — г. Сунзу (2067 м).
Для рельєфу Замбії характерні великі плоскі улоговини — дамбос, найбільші з яких тектонічного походження і належать до Східно-Африканської зони розломів (западини Бангвеулу, ґрабен Луагві та ін.).

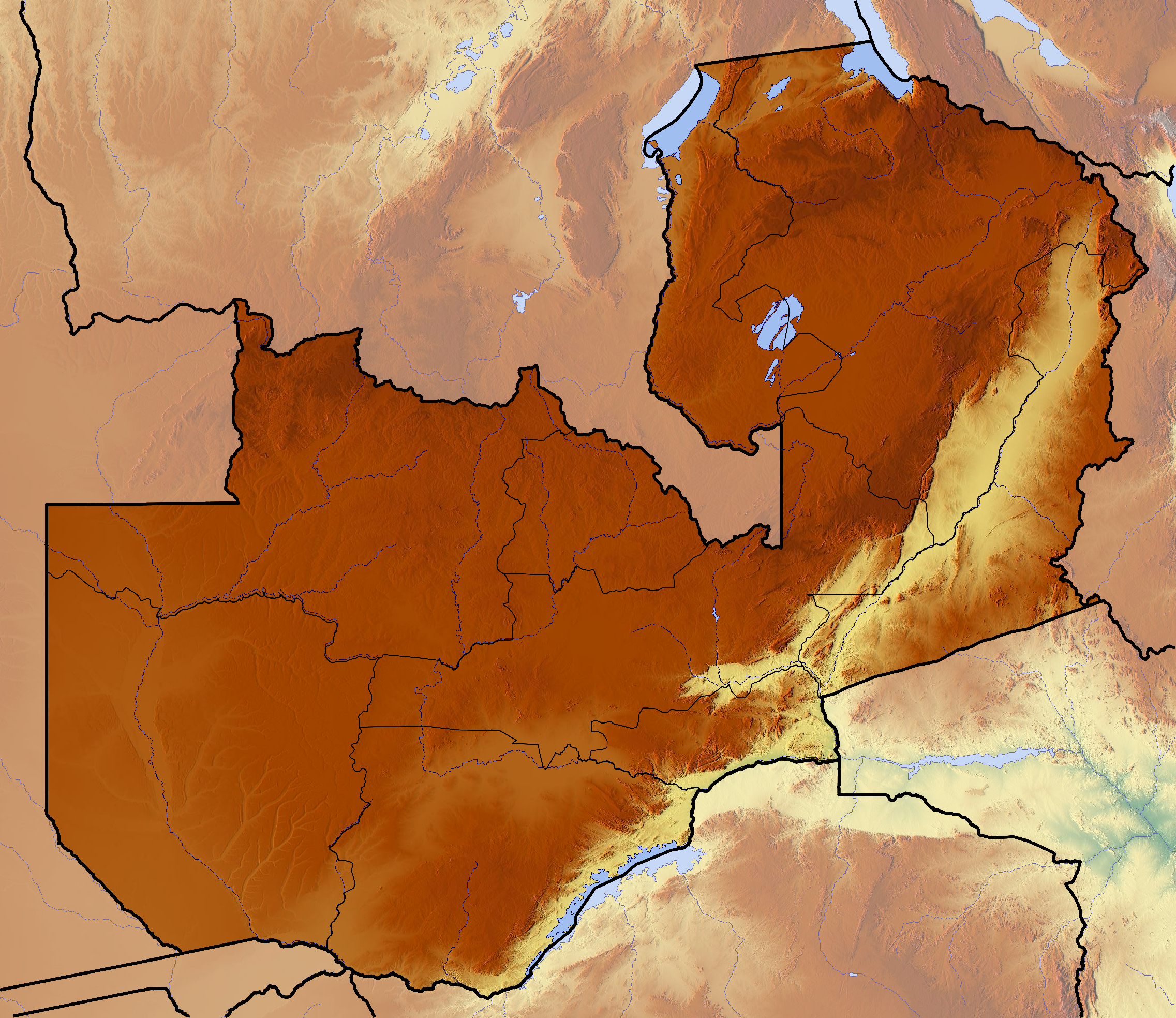
Рельєф Замбії
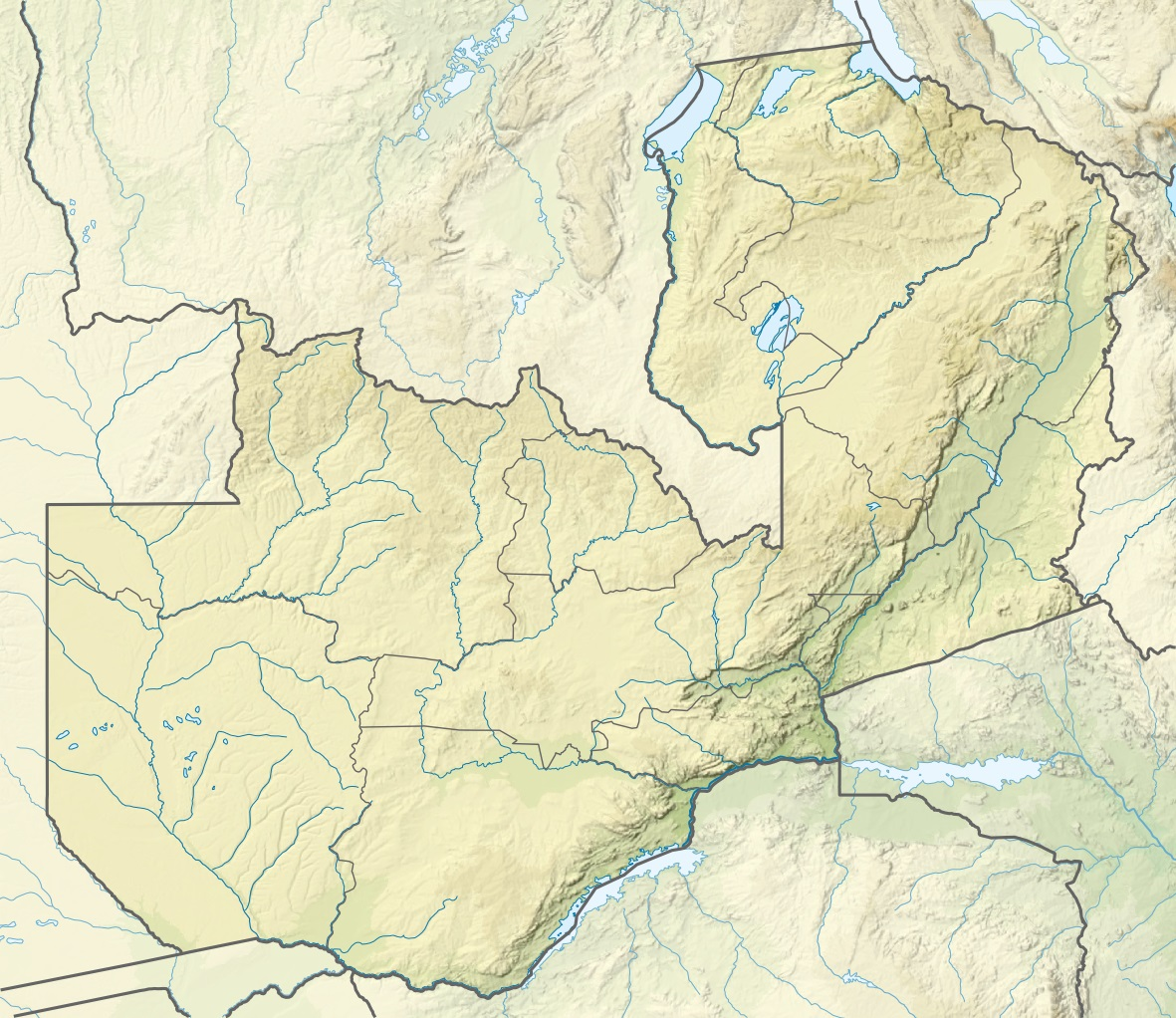
Рельєф Замбії
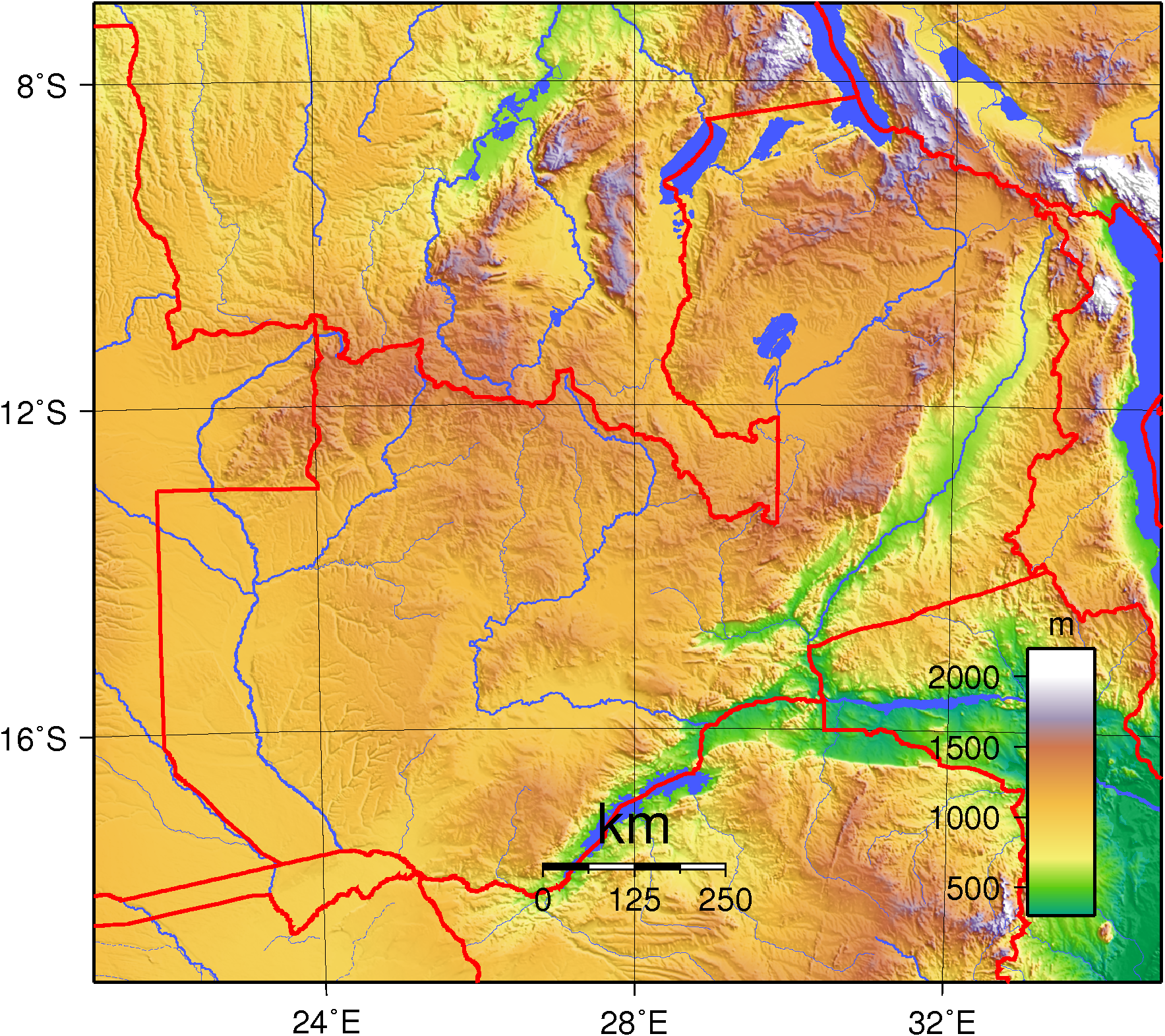
Гіпсометрична карта  Замбії
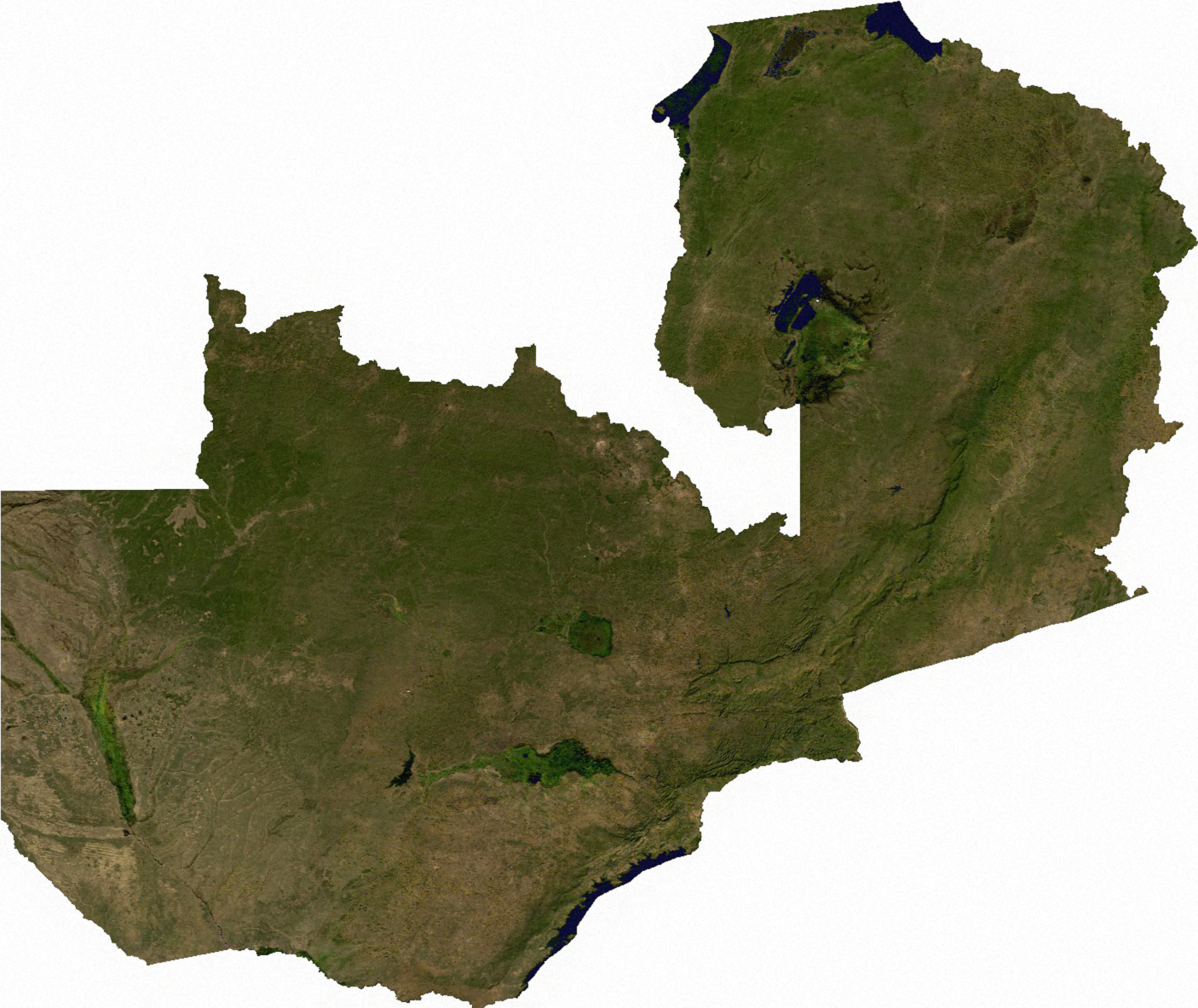
Супутниковий знімок поверхні країни
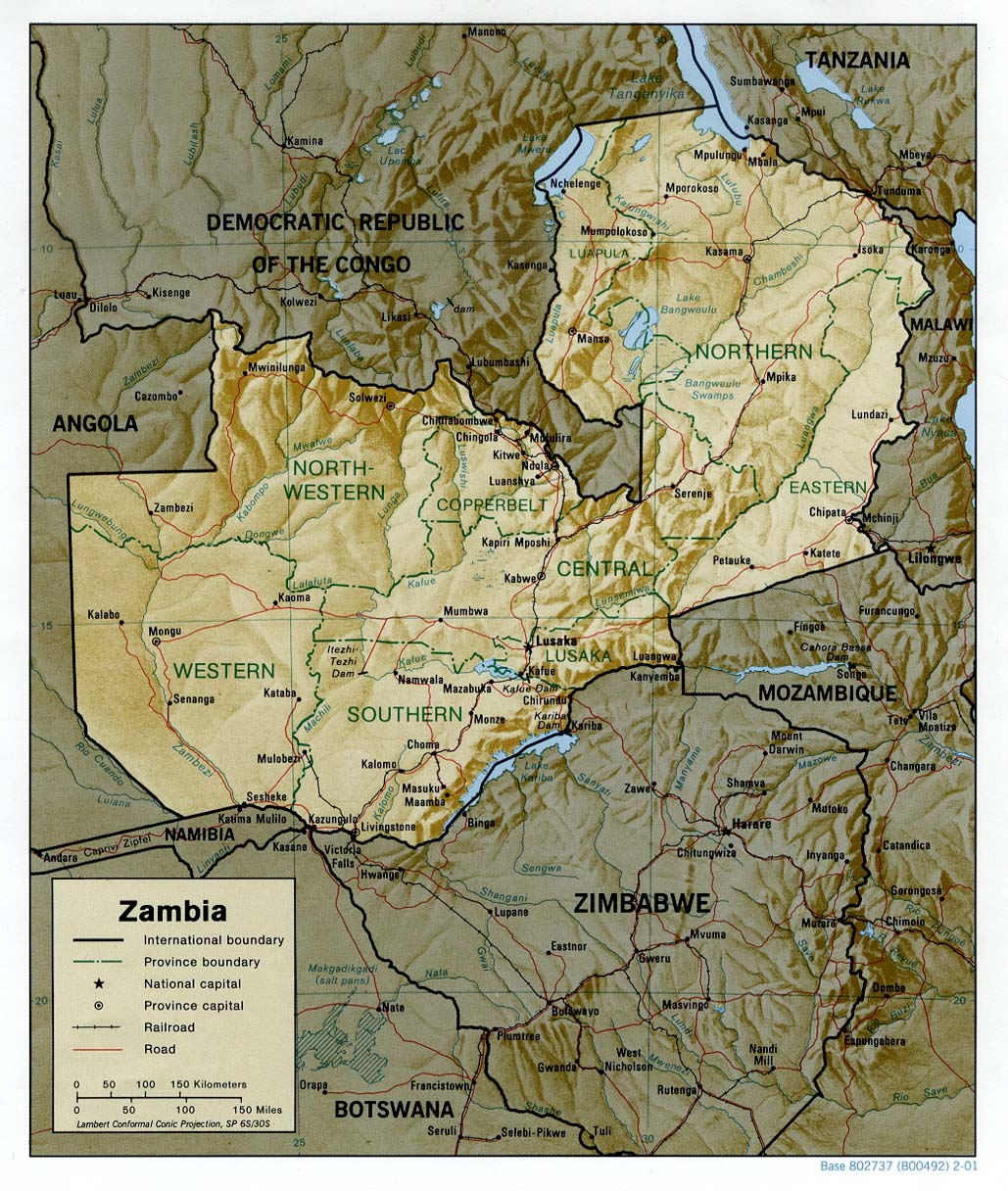
Карта країни (англ.)

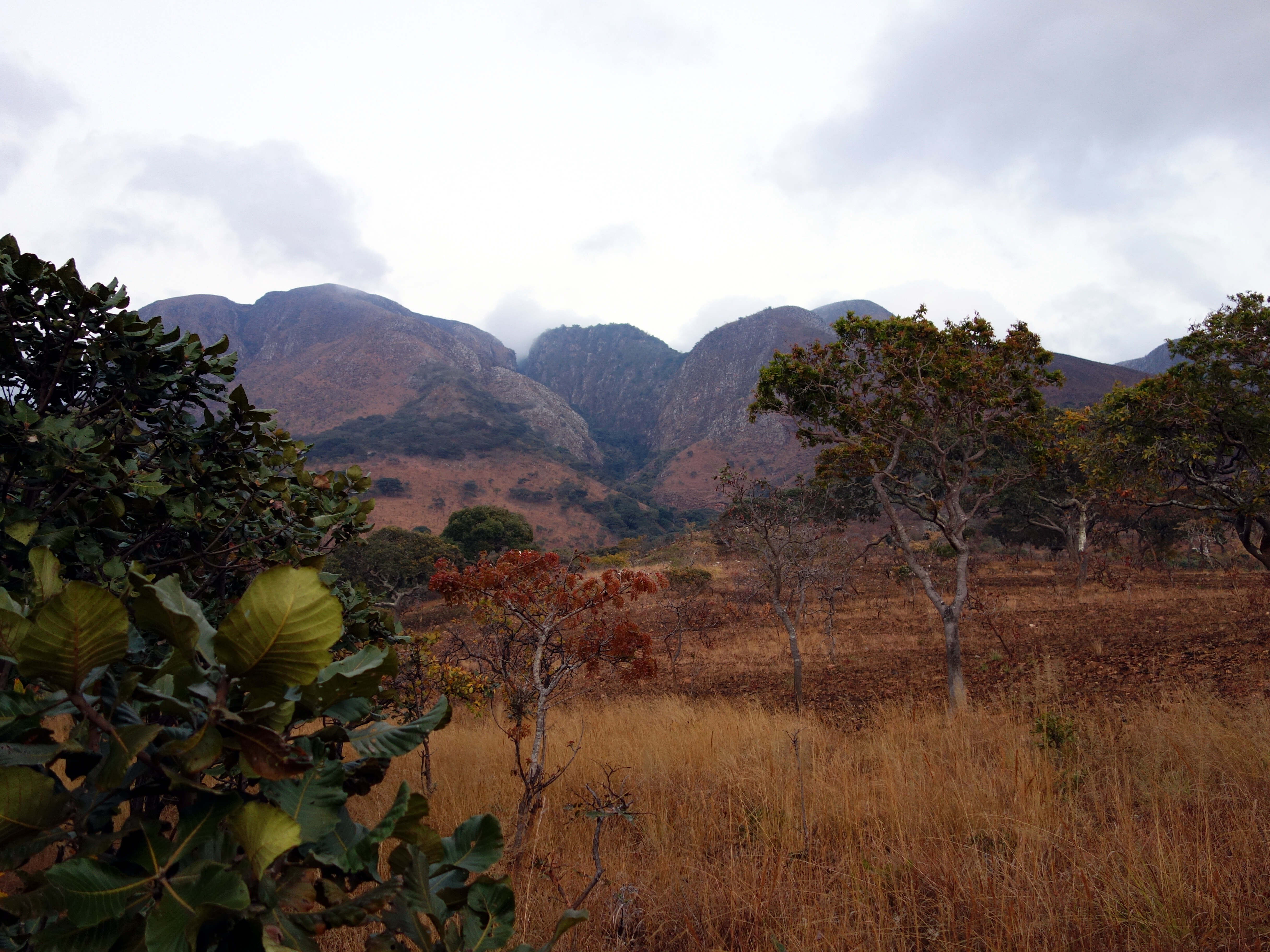
Пагорби Мафінга

## Клімат
Територія Замбії лежить у субекваторіальному кліматичному поясі. Влітку переважають екваторіальні повітряні маси, взимку — тропічні. Влітку вітри дмуть від, а взимку до екватора. Сезонні амплітуди температури повітря незначні, зимовий період не набагато прохолодніший за літній. Взимку відзначається сухий сезон.

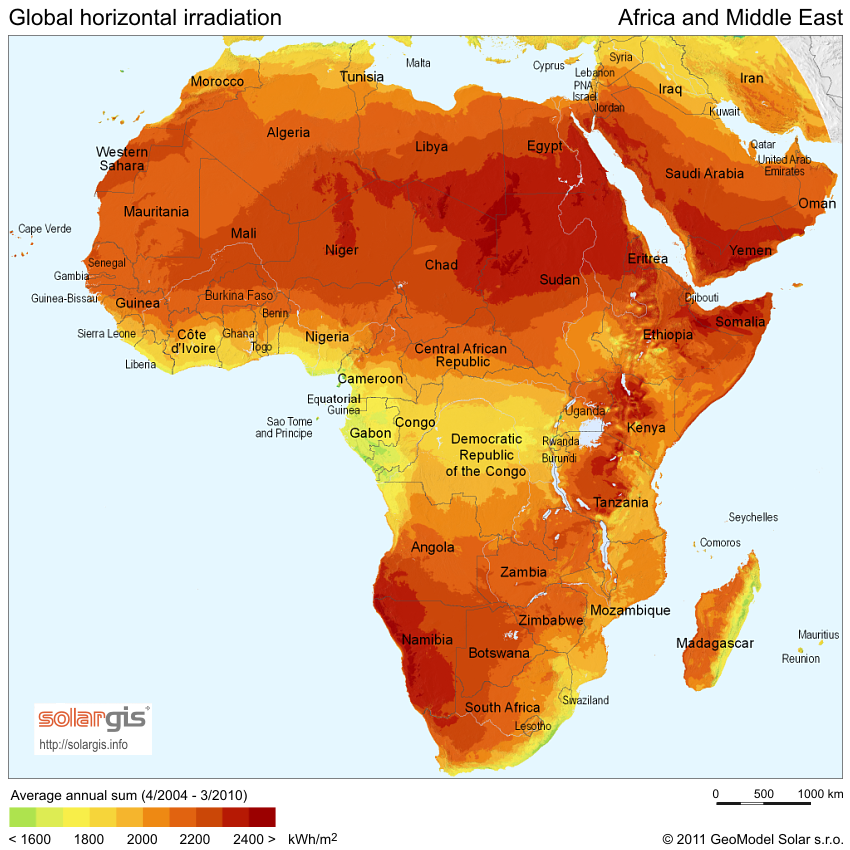
Сонячна радіація (англ.)
Кліматична карта Замбії (за Кеппеном)

Замбія є членом Всесвітньої метеорологічної організації (WMO), в країні ведуться систематичні спостереження за погодою.

## Внутрішні води
Загальні запаси відновлюваних водних ресурсів (ґрунтові і поверхневі прісні води) становлять 105,2 км³.
Станом на 2012 рік в країні налічувалось 1560 км² зрошуваних земель.

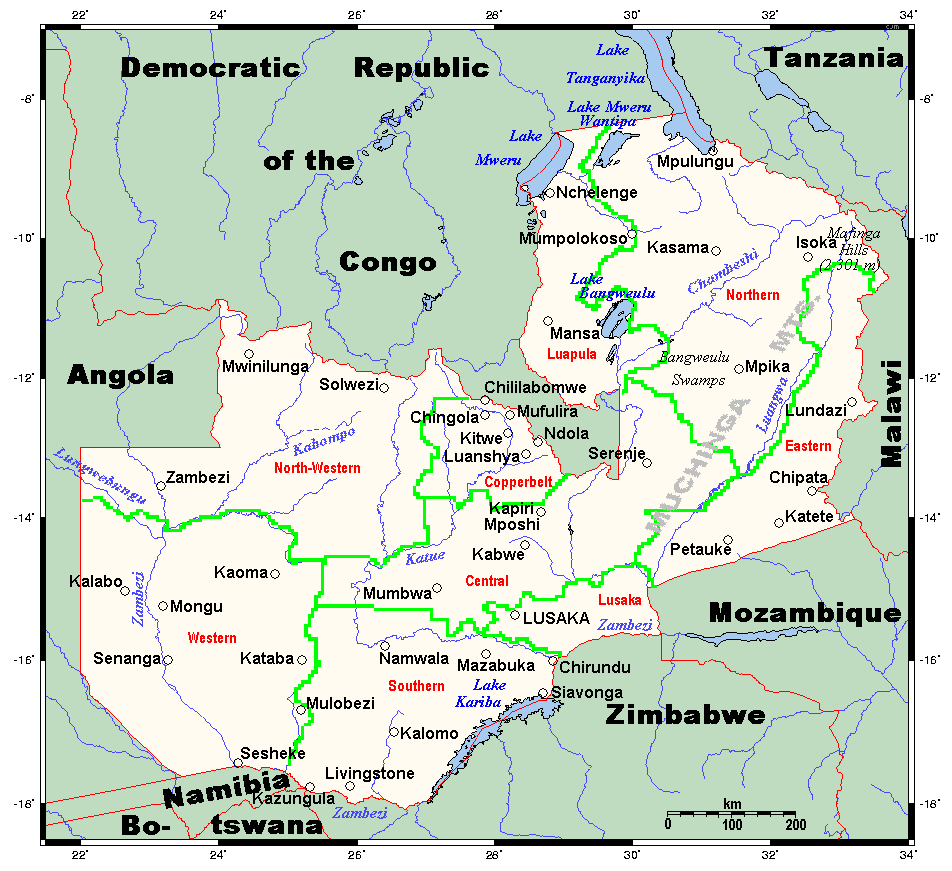
Гідрографічна мережа Замбії
Карта сточища Замбезі
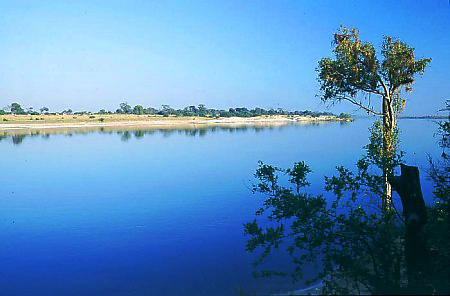
Води Замбезі
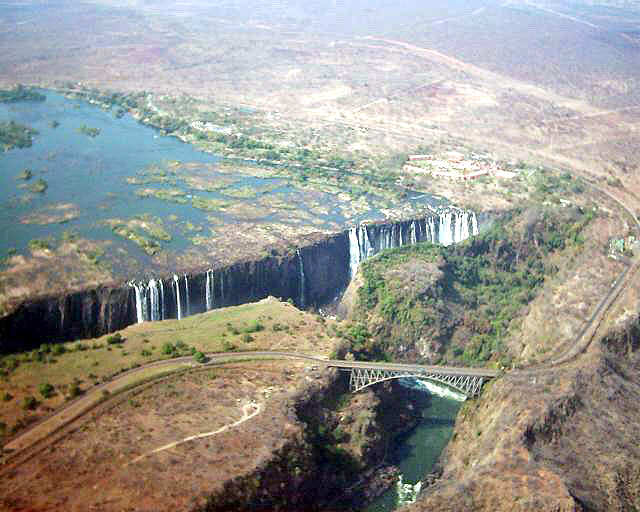
Водоспад Вікторія

### Річки
Річки країни належать басейну Атлантичного (північ) й Індійського (захід та схід) океанів. Більша частина території Замбії дренується річкою Замбезі та її притоками Кафуе і Луангва, менша частина — річкою Луапула.
Головні природні визначні пам'ятки країни — водоспад Вікторія висотою 107 м на річці Замбезі на кордоні із Зімбабве; водоспад Каламбо висотою близько 245 м на кордоні із Танзанією.

### Озера
На півночі країни знаходяться великі озера тектонічного походження — Танганьїка, Мверу, Мверу-Вантіпа.

## Рослинність
Земельні ресурси Замбії (оцінка 2011 року):
- придатні для сільськогосподарського обробітку землі — 31,7 %,
  - орні землі — 4,8 %,
  - багаторічні насадження — 0 %,
  - землі, що постійно використовуються під пасовища — 26,9 %;
- землі, зайняті лісами і чагарниками — 66,3 %;
- інше — 2 %[1].

## Тваринний світ
Зоогеографічно територія країни належить до Східноафриканської підобласті Ефіопської області.

## Охорона природи

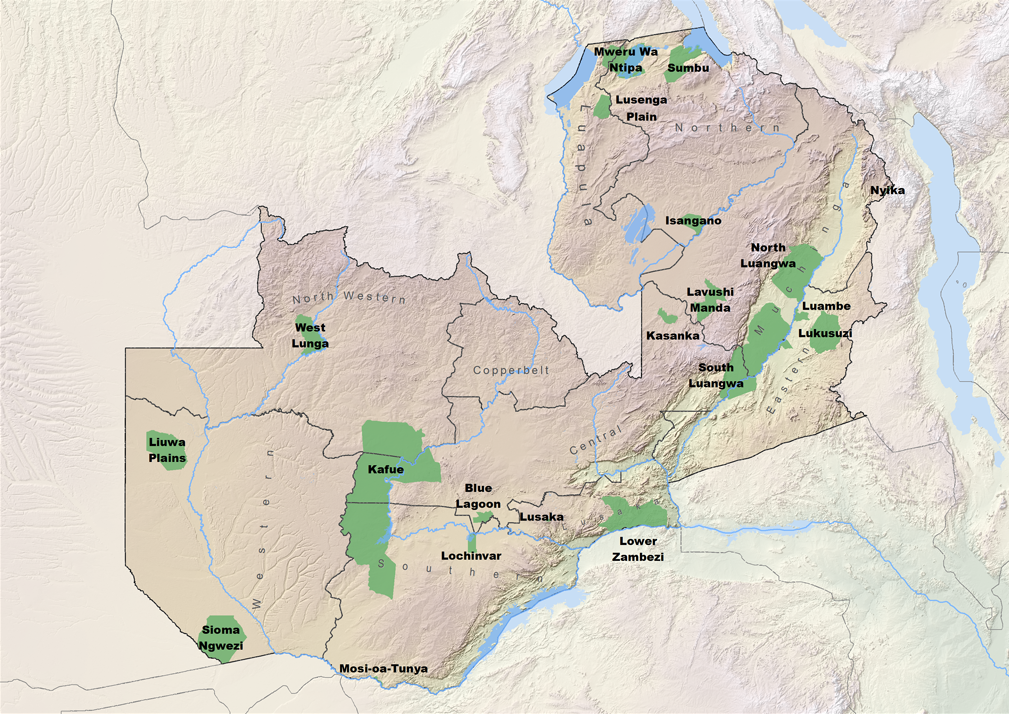
Нацпарки Замбії

Замбія є учасником ряду міжнародних угод з охорони навколишнього середовища:
- Конвенції про біологічне різноманіття (CBD),
- Рамкової конвенції ООН про зміну клімату (UNFCCC),
- Кіотського протоколу до Рамкової конвенції,
- Конвенції ООН про боротьбу з опустелюванням (UNCCD),
- Конвенції про міжнародну торгівлю видами дикої фауни і флори, що перебувають під загрозою зникнення (CITES),
- Базельської конвенції протидії транскордонному переміщенню небезпечних відходів,
- Конвенції з міжнародного морського права,
- Монреальського протоколу з охорони озонового шару,
- Рамсарської конвенції із захисту водно-болотних угідь[10].

## Стихійні лиха та екологічні проблеми
На території країни спостерігаються небезпечні природні явища і стихійні лиха: періодичні посухи; тропічні шторми з листопада по квітень.
Серед екологічних проблем варто відзначити:
- забруднення повітря;
- кислотні дощі в промисловому регіоні;
- забруднення вод;
- браконьєрство слонів, чорних носорогів, левів, антилоп;
- знеліснення;
- ерозію ґрунтів;
- спустелювання;
- дефіцит якісної питної води несе загрозу поширенню інфекційних хвороб.

## Фізико-географічне районування
У фізико-географічному відношенні територію Замбії можна розділити на _ райони, що відрізняються один від одного рельєфом, кліматом, рослинним покривом: .

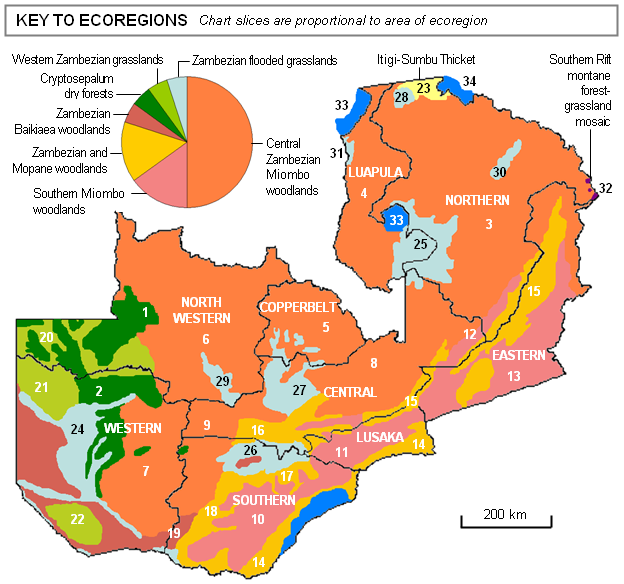
Екорегіони Замбії (англ.)

### Українською
- Атлас світу / голов. ред. І. С. Руденко ; зав. ред. В. В. Радченко ; відп. ред. О. В. Вакуленко. — К. : ДНВП «Картографія», 2005. — 336 с. — ISBN 9666315467.
- Атлас. 7 клас. Географія материків і океанів / Укладачі О. Я. Скуратович, Н. І. Чанцева. — К. : ДНВП «Картографія», 2014.
- Бєлозоров С. Т. Африка : фізико-географічний нарис. — вид. 2-ге, перероб. і доп. — К. : Радянська школа, 1957. — 232 с.
- Барановська О. В. Фізична географія материків і океанів : навч. посіб. для студентів ВНЗ : [у 2 ч.]. — Н. : Ніжинський державний університет ім. Миколи Гоголя, 2013. — 306 с. — ISBN 978-617-527-106-3.
- Замбія // Гірничий енциклопедичний словник : [у 3-х тт.] / за ред. В. С. Білецького. — Д. : Східний видавничий дім, 2004. — Т. 3. — 752 с. — ISBN 966-7804-78-X.
- Костів Л. Я. Фізична географія материків і океанів. Африка : навч.-метод. посібник. — Л. : Видавничий центр ЛНУ імені Івана Франка, 2017. — 184 с. — ISBN 978-617-10-0374-3.
- Панасенко Б. Д. Фізична географія материків : навч. посіб. : в 2 ч. — В. : ЕкоБізнесЦентр, 1999. — 200 с.
- Юрківський В. М. Регіональна економічна і соціальна географія. Зарубіжні країни: Підручник. — 2-ге. — К. : Либідь, 2001. — 416 с. — ISBN 966-06-0092-5.

### Англійською
- (англ.) Graham Bateman. The Encyclopedia of World Geography. — Andromeda, 2002. — 288 с. — ISBN 1871869587.

### Російською
- (рос.) Авакян А. Б., Салтанкин В. П., Шарапов В. А. Водохранилища. — М. : Мысль, 1987. — 326 с. — (Природа мира)
- (рос.) Алисов Б. П., Берлин И. А., Михель В. М. Курс климатологии [в 3-х тт.] / под. ред. Е. С. Рубинштейна. — Л. : Гидрометиздат, 1954. — Т. 3. Климаты земного шара. — 320 с.
- (рос.) Апродов В. А. Вулканы. — М. : Мысль, 1982. — 368 с. — (Природа мира)
- (рос.) Апродов В. А. Зоны землетрясений. — М. : Мысль, 2010. — 462 с. — (Природа мира) — ISBN 978-5-244-01122-7.
- (рос.) Замбия // Африка: энциклопедический справочник [в 2-х тт.] / гл. ред. А. А. Громыко. — М. : Советская энциклопедия, 1986. — Т. 1. А-К. — 671 с.
- (рос.) Браун Л. Африка. — М. : Прогресс, 1976. — 288 с. — (Континенты, на которых мы живем)
- (рос.) Букштынов А. Д., Грошев Б. И., Крылов Г. В. Леса. — М. : Мысль, 1981. — 316 с. — (Природа мира)
- (рос.) Власова Т. В. Физическая география материков. С прилегающими частями океанов. Южная Америка, Африка, Австралия и Океания, Антарктида. — 4-е, перераб. — М. : Просвещение, 1986. — 269 с.
- (рос.) Гвоздецкий Н. А., Голубчиков Ю. Н. Горы. — М. : Мысль, 1987. — 400 с. — (Природа мира)
- (рос.) Гвоздецкий Н. А. Карст. — М. : Мысль, 1981. — 214 с. — (Природа мира)
- (рос.) Географический энциклопедический словарь: географические названия / под. ред. А. Ф. Трёшникова. — 2-е изд., доп. — М. : Советская энциклопедия, 1989. — 585 с. — ISBN 5-85270-057-6.
- (рос.) Исаченко А. Г., Шляпников А. А. Ландшафты. — М. : Мысль, 1989. — 504 с. — (Природа мира) — ISBN 5-244-00177-9.
- (рос.) Словарь современных географических названий / под общей редакцией акад. В. М. Котлякова. — Екатеринбург : У-Фактория, 2006.
- (рос.) Лобова Е. В., Хабаров А. В. Почвы. — М. : Мысль, 1983. — 304 с. — (Природа мира)
- (рос.) Максаковский В. П. Географическая картина мира. Книга I: Общая характеристика мира. — М. : Дрофа, 2008. — 495 с. — ISBN 978-5-358-05275-8.
- (рос.) Максаковский В. П. Географическая картина мира. Книга II: Региональная характеристика мира. — М. : Дрофа, 2009. — 480 с. — ISBN 978-5-358-06280-1.
- (рос.) Поспелов Е. М. Географические названия мира: Топонимический словарь. — М. : АСТ, 2005.
- (рос.) Замбия // Страны Африки. Политико-экономический справочник / ред. В. Солодовников, В. Румянцев. — М. : Издательство политической литературы, 1969. — 318 с.
- (рос.) Физико-географический атлас мира. — М. : Академия наук СССР и Главное управление геодезии и картографии ГУГК СССР, 1964. — 298 с.
- (рос.) Энциклопедия стран мира / глав. ред. Н. А. Симония. — М. : НПО «Экономика» РАН, отделение общественных наук, 2004. — 1319 с. — ISBN 5-282-02318-0.